# William Webb (bokser)
William Webb (ur. 4 lipca 1882 w St. Pancras w Londynie, zm. w 1949 w Hendon) – były brytyjski bokser wagi koguciej.
Na letnich igrzyskach olimpijskich w 1908 w Londynie zdobył brązowy medal.